# Proces BMA
Proces BMA lub proces Degussa to proces chemiczny opracowany przez niemiecką firmę chemiczną Degussa do produkcji cyjanowodoru z metanu i amoniaku w obecności katalizatora platynowego.
Nazwa to skrótowiec niemieckich Blausäure (Cyjanowodór), Methan (Metan) oraz Ammoniak (Amoniak).
Równanie reakcji jest analogiczne do równania reformingu parowego:
CH4 + NH3 → HCN + 3 H2, ΔHR = 251 kJ / mol
Reakcja ta jest skrajnie endotermiczna. Reaktanty reagują w rurze pokrytej platyną w temperaturze około 1400 °C. Mieszanina reakcyjna zawiera około 23 Vol.-% HCN i 72 Vol.-% H2 oraz niewielkie ilości amoniaku, azotu i nieprzereagowanego metanu.
Mieszaninę gazową wprowadza się do płuczki i poddaje działaniu roztworu amoniaku (wytwarzając cyjanek amonu), pozwalając na uzyskanie pozostałych składników gazowych: H2, CH4 i N2 przepuszcza się. W drugim etapie HCN jest uwalniany poprzez zakwaszenie roztworu, a następnie końcową destylację cyjanowodoru. Ze względu na wysoce endotermiczną reakcję, proces BMA ma mniejsze znaczenie w produkcji HCN niż proces Andrussowa.